# Sitt öga Jesus öppnat har
Sitt öga Jesus öppnat har är en kristen psalm. Texten är skriven av Johan Olof Wallin.
|  |
|  |

## Publicerad i
- 1819 års psalmbok, som nummer 103 under rubriken "Jesu uppsåndelse".
- Den svenska psalmboken 1937, som nummer 103 under rubriken "Påsk".